# Amelia Moreno
Amelia Moreno (Quintanar de la Orden, Toledo 1947 - Madrid 23 de septiembre de 2011) fue una pintora española, que en el año 2004 creó la Asociación Espacio-Arte El Dorado la cual se transformó en 2007 en la Fundación Amalia Moreno.

## Fundación Amelia Moreno
La Fundación tiene como sede el Espacio-Arte El Dorado en un ala de la antigua fábrica "Anís El Dorado", propiedad de su familia, en la misma ciudad de Toledo donde nació Amelia Moreno. En esta se alberga su legado artístico. En dicho espacio de arte contemporáneo se organizan cada año en el mes de septiembre los Encuentros de Artistas,  actividades con  exposiciones como la VII Muestra de Mujeres en el Arte Amelia Moreno,así como conferencias, conciertos, performances, talleres y otras actividades.

## Exposiciones
En octubre de 2017 se presentó la exposición retrospectiva Cuerpo Paisaje Universo  organizada por el Museo de Arte Contemporáneo - Museo de Santa Cruz en Toledo. En esta exposición se logró reunir las obras más representativas de sus procesos de investigación y su interés por el cuerpo de la mujer, configurando su propio lenguaje como otro referente de su mundo interior. Como mujer de finales de los años 70,  reivindica el cuerpo alejado de los estereotipo tradicionales, para desarrollar su propio universo pictórico.La exposición también incluyó piezas de su trabajo previo como miembro del colectivo La Familia Lavapiés.